# Torrent d'Esplugues (Castellcir)

El Torrent d'Esplugues, respecte del terme de Castellcir

El Torrent d'Esplugues és un torrent del terme municipal de Castellcir, a la comarca del Moianès.
Es forma al nord-est de la masia del Prat i de les Cases de Fusta, al sud-oest dels Camps de la Talladella, des d'on davalla cap al sud. Passa a prop i a llevant del Prat i de les Saleres, deixa a la dreta el Camp del Feu i la Quintana de la Roca i poc després la masia de la Roca. Tot seguit deixa a llevant el Bruguerol de la Roca i el Turó de Vilacís, es va decantant cap al sud-est, rep per la dreta el torrent del Rossinyol i, finalment, s'aboca en la Riera de Castellcir a prop i al nord-oest de l'església de Sant Andreu de Castellcir i de la masia de Cal Tomàs, al nord de la de Cal Jaumet i al nord-est de la de Can Gregori.
Malgrat pertànyer al mateix terme municipal, no hi ha relació directa entre aquest torrent, la masia d'Esplugues i el Sot d'Esplugues.